# Zêtang

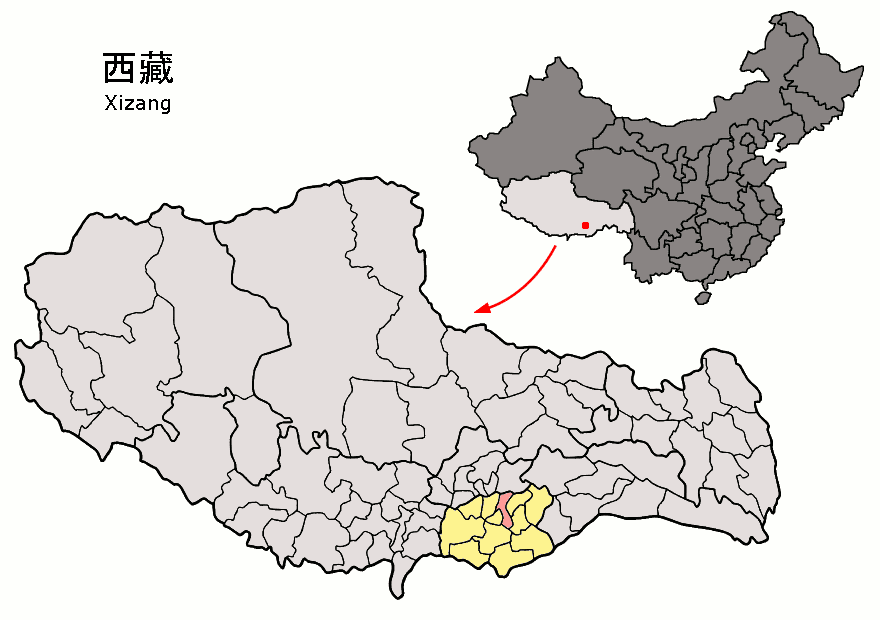
Lage des Kreises Nêdong in Shannan

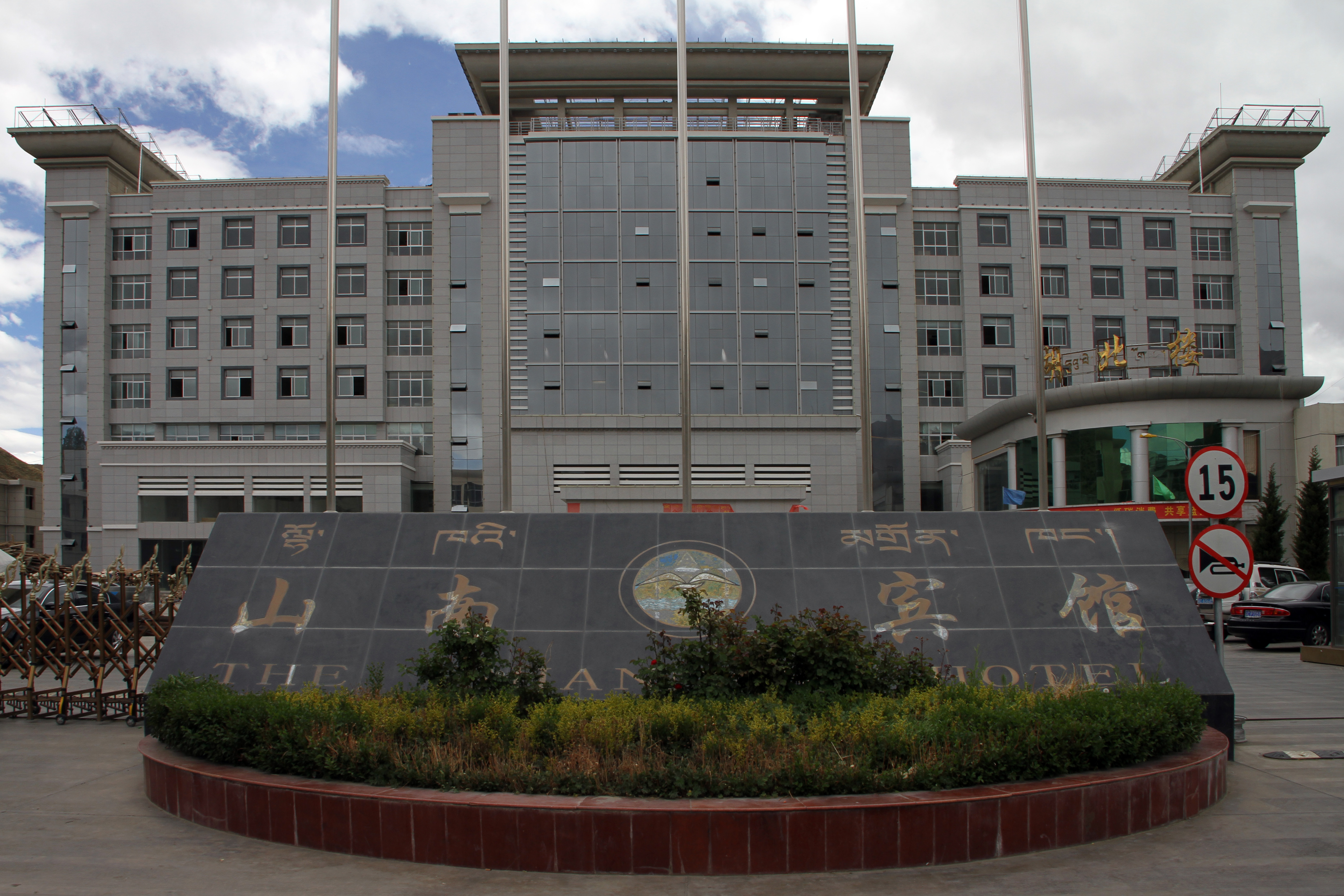
Hotel in Zêtang

Die Großgemeinde Zêtang (tibetisch རྩེ་ཐང་, Umschrift nach Wylie: rtsed thang, auch Tsethang, chinesisch 澤當鎮 / 泽当镇, Pinyin Zédàng zhèn) ist eine Großgemeinde im Stadtbezirk Nêdong der Stadt Shannan im Autonomen Gebiet Tibet in der Volksrepublik China. Sie ist Sitz der Bezirksregierung von Shannan. Zêtang liegt am Südufer des mittleren Yarlung Tsangpo, der Wiege der tibetischen Zivilisation. Die Fläche beträgt 233,6 Quadratkilometer und die Einwohnerzahl 30.370 (Stand: Zensus 2010).